# أدوبي أوديشن
أدوبي أوديشن (بالإنجليزية: Adobe Audition)، عرف سابقاً بـ Cool Edit Pro هو محطة عمل صوتيات رقمية منتج بواسطة شركة أدوبي.

## الإصدارات

### الإصدار 1
أطلق أدوبي أوديشن في 18 أغسطس 2003، ولم يحتو أي مزايا جديدة، بل كان فقط Cool Edit Pro تحت اسم جديد، ثم أطلقت أدوبي الإصدار 1.5 في مايو 2004؛ والذي تضمن بعض الميزات الجديدة منها تصحيح درجة الصوت، تعديل حيز التردد، عرض مشاريع الأقراص المدمجة، وإمكانيات أولية في تعديل الفيديو والتكامل مع أدوبي بريميير.

### الإصدار 2
تم إطلاقه في 17 يناير 2006، وبهذا الإصدار بدأ أدوبي أوديشن يدخل سوق محطات عمل الصوتيات الرقمية الاحترافية.

### الإصدار 3
أطلق في 8 نوفمبر 2007.

### الإصدار 4
أطلق في 11 إبريل 2011 ومع هذا الإصدار ألحق بمجموعة أدوبي طاقم المبدعين Adobe Creative Suite 5.5 وسمي بـ Adobe Audition CS5 ليكون بديلا لبرنامج أدوبي ساوندبوث Adobe Soundbooth الذي أرادت شركة أدوبي إنهاء تطويره، وقد تضمن بعض التحسينات الجديدة منها زيادة التكامل مع أدوبي بريميير، وإضافة وظائف خاصة بعمليات الاستيراد والتصدير من وإلى البرامج الأخرى بالعتماد على OMF ولغة الترميز القابلة للامتداد. بعد التعديلات الجذرية التي أجرتها أدوبي علي برامجها في إصدار CS5.5 لتحسين الأداء، أصبح من الممكن تشغيل البرنامج على كل من منصتي ويندوز وماك أو إس، لكن ذلك كان مصحوبا بغياب بعض المزايا التي كانت موجودة في الإصدار 3 من أدوبي أوديشن.

### الإصدار 5 (CS6)
في مارس 2012 قامت أدوبي في عرض تمهيدي لأوديشن CS6 بتسليط الضوء على خاصية تجميع المقطع وتلقائية مواءمة الكلام «التقنية الجديدة التي عرضتها في سبتمبر 2011» ، في 23 أبريل 2012 ظهر الإصدار أوديشن CS6 ، كجزء من كلا من كرييتف سويت 6 ماستر كولكشن Creative Suite 6 Master Collection وكرييتف سويت 6 برودكشن بريميوم Creative Suite 6 Production Premium ، تضمن تحرير أسرع وأكثر دقة، تمديد المقطع في الوقت الحقيقي، والمحاذاة التلقائية للكلام، دعم للوحات التحكم يوكن EUCON ومكي Mackie ، المؤشرات التلقائية، وتصحيح أكثر فاعلية للنغمة، وتشغيل الفيديو HD عالي الجودة، مؤثرات جديدة ومزايا أخرى.

### الإصدار 6 (CC)
في 17 يونيو 2013 أصدر أدوبي أوديشن 6 ، والذي يعرف أكثر باسم أوديشن سي سي، وهو أول إصدار يكون جزء من مجموعة أدوب كرييتف كلاود «السحابية» Adobe Creative Cloud، كذلك هو أول إصدار يعمل بنظام 64 بت، وهذه ميزة تسمح له بالمعالجة الأسرع مقارنة مع الإصدار السابق CS6 ، من المزايا الجديدة إزالة الصوت، معاينة التحرير وفصل الضجيج